# Andreu Cazurro i Terrats
Andreu Cazurro i Terrats (Barcelona, 1825 - Barcelona, 11 d'octubre de 1896) va ser un actor català i exercia l'ofici de llauner. Va estar vinculat als teatres de l'Odèon i Romea de Barcelona.

## Biografia
Andreu Cazurro va néixer a Barcelona l'any 1825, fill d'Andreu Cazurro i d'Antònia Terrats. Va tenir una filla Rosa Cazurro, juntament amb la reusenca Teresa Marcó i Martí (1827-1915), que fou també actriu. El seu segon fill, Manuel Cazurro, també es dedicà al teatre.
Va regentar una llauneria davant de l'església de Santa Mònica, a la rambla barcelonina. Quan l'establiment no l'ocupava, es dedicava al teatre, la seva gran afició. La primera incursió de Cazurro de què es té constància va ser amb l'efímera Sociedad de Actores Dramáticos, creada el 1849 per als actors que quedaven sense contracte i que s'emparava al Saló de Sant Agustí, al Teatre Odèon. Joaquim Dimas, l'empresari, el fitxà durant la temporada 1849-1850 després d'haver-lo vist com a aficionat. El març de l'any següent, el 1850, participà en les representacions de La Passió que tingueren lloc al Liceu, a pesar de la prohibició episcopal.
A partir de llavors aparegué com a membre de la companyia regular del Teatre Odèon en qualitat de primer actor dramàtic (1851) i, en nombroses ocasions, com a director, passant per sobre d'alguns de consagrats, com Dutrux o Miquel Ibáñez. Hi va romandre en una primera etapa fins a la temporada 1864-1865. En la campanya estiuenca del seixanta-cinc va assumir la direcció del Teatre de la Zarzuela amb Paca Soler i Fermina Vilches i passà, l'hivern següent, als teatres Varietats i El Triumfo.
Fins llavors s'havia dedicat preeminentment al teatre en castellà i, més especialment, al melodrama (els sainets de Renart, Robrenyo i Dimas eren finals de festa a l'Odèon). Josep Artís en va registrar la incorporació al teatre català modern a partir de l'estiu del 1866 quan, de nou a la Zarzuela, va participar amb Iscle Soler en els drames Tal faràs, tal trobaràs o Les joies de la Roser. Aquell estiu també actuà a El Prado Catalán fent, per primer cop, el Tenorio fora de les dates de rigor (Tots Sants).
Després d'aquest lapse, tornà a l'Odèon com a primer actor i director el setembre de 1867 i va romandre-hi fins a la temporada 1870-1871, alternant alguns estius als Camps Elisis (1868 amb Fontova) i Novetats (1869, amb Gervasi Roca). Des del 1871-1872 fins al 1880-1881 va passar a formar part de la companyia catalana del teatre Romea, assumint els papers de caràcter i de barba i la direcció en algunes funcions.
Acabada la vinculació amb el Romea, va deixar la primera línia teatral. Aparegué als escenaris de teatres secundaris, com el Casino de Sant Martí de Provençals (1884) i el Principal de Gràcia, amb Mercè Abella (1885).
Retirat des de feia temps de l'escena per motius de salut, tot i que sovint hi acudia en qualitat d'oient i assessor, Andreu Cazurro traspassà l'octubre de 1896.

## Estil
Va ser l'actor més emblemàtic de la primera companyia regular i professional del Teatre Odèon, aquell espai menestral en què els gèneres amarats de romanticisme i truculència causaven veritable sensació a mitjan segle XIX. Si Gervasi Roca havia estat l'estendard de la comicitat d'aquest teatre, Cazurro va ser el de les obres melodramàtiques. La popularitat de què gaudí venia de l'art per saber commoure el públic amb efectes i recursos interpretatius allunyats de la tendència a una major sobrietat que acabaria imposant-se anys després amb Fontova o Soler per al teatre en català. Va ser descrit en termes d'antítesi de la naturalitat i la senzillesa; de sobreactuació, d'amanerament propi del gènere en què es movia; en definitiva, d'hereu de l'escola romàntica de Valero o Arjona (en concret, el filiaren a Ceferino Guerra).
Malgrat tot, en prendre contacte amb autors i repertori del renascut teatre català, trobà el seu lloc assumint els papers de característic o de barba i, com en l'Odèon, continuà contribuint a l'èxit de molts drames, com ara La rosa blanca, La filla del marxant i La pagesa d'Eivissa. En concret, el paper d'Anton a Les heures del mas (primer actor, 1869, amb Carlota de Mena) fou el salconduit que, per a la crítica, va reconciliar el seu estil hiperbòlic amb les noves tendències escèniques.
En definitiva, Andreu Cazurro pertanyia a una tradició interpretativa superada pels protagonistes de la represa dramàtica de la Renaixença, tot i que dirigí molts dels seus integrants en locals del passeig de Gràcia, com l'Odèon i el Romea. Transità entre el teatre melodramàtic en castellà i els sainets i finals de festa catalans de la primera meitat del segle xix, per passar a un segon lloc en la nova etapa del drama i comèdies de costums, deixant el primer pla als nous: veterania al servei d'una refundada literatura dramàtica.

## Trajectòria professional
- 1868, 10 de febrer. La sabateta al balcó, original de Frederic Soler, estrenada al Teatre de l'Odèon de Barcelona.[4]
- 1868, 20 de febrer. Coses del dia, original de Ramon Bordas i Estragués, estrenada al Teatre de l'Odèon.[4]
- 1868, octubre. El pronunciament, original de Juan J. Clot, estrenada al Teatre de l'Odèon.[4]
- 1868, 22 de novembre. La pietat del cel, original de Jaume Piquet, estrenada al Teatre de l'Odèon.[4]
- 1969, 19 de març. Les heures del mas, original de Frederic Soler, estrenada al Teatre de l'Odèon.[4] En el paper d'Anton.
- 1870, 6 de febrer. El port de salvació, original de Jaume Piquet, estrenada al Teatre de l'Odèon.[4]
- 1870, 13 de març. Miquel Rius, original de Francesc Pelagi Briz, estrenada al Teatre de l'Odèon.[4]
- 1870, 16 de març. Un mirall per a les pubilles, original de Carles Altadill, estrenada al Teatre de l'Odèon.[4]
- 1871, 13 de febrer. El 29 de setembre, original de Silvestre Molet, estrenada al Teatre de l'Odèon.[4]
- 1871, 28 de setembre. L'apotecari d'Olot, original de Frederic Soler, estrenada al Teatre Romea de Barcelona (Teatre Català).[4]
- 1871, 14 de novembre. El rector de Vallfogona, original de Frederic Soler, estrenada al Teatre Romea de Barcelona.[4]
- 1873, 13 d'abril. La creu de la masia de Frederic Soler, estrenada al teatre Romea de Barcelona (en el paper de Don Anton).[5]
- 1873, 4 de juny. La clau de casa. Drama, original de Pere A. Torres, estrenada al Teatre Novetats de Barcelona.[4]
- 1873, 9 d'octubre. El secret del nunci, original de Teodor Baró i Sureda, estrenada al Teatre Romea de Barcelona.[4]
- 1875, 12 de gener. La filla del marxant, original de Josep Feliu i Codina i Frederic Soler, estrenada al Teatre del Prado Catalán.[4]
- 1875, 8 d'agost. La ferida al cor, original de Gervasi Roca i Roca, estrenada al Teatre Romea de Barcelona.[4]
- 1875, 16 de novembre. El jardí del general, original de Frederic Soler, estrenada al Teatre Romea de Barcelona.[4]
- 1877, 22 de febrer. Senyora i majora de Frederic Soler. Estrenada al Teatre Romea de Barcelona.[4] (en el paper de Damià.)
- 1877, 4 d'octubre. La pagesa d'Eivissa, original de Ramon Bordas i Estragués, estrenada al Teatre Romea de Barcelona.[4] (en el paper de Macià.)
- 1877, 20 de novembre. Misteris de família de Miquel Draper i Batllori. Estrenada al Teatre Romea de Barcelona.[4]
- 1877, 13 de desembre. Lo ret de la Sila de Frederic Soler. Estrenada al Teatre Romea de Barcelona.[4]
- 1878, 8 de gener. El contramestre original de Frederic Soler, estrenat al Teatre Romea de Barcelona.[4] (en el paper de Don Pau)
- 1878, 7 de febrer. Combats del cor original de Miquel Draper i Batllori, estrenat al Teatre Romea de Barcelona.[4]
- 1878, 21 de novembre. La falç o el cap de colla original de Frederic Soler i Francesc Pelagi Briz, estrenat al Teatre Romea de Barcelona.[4]
- 1879, 4 març. Les esposalles de la morta, original de Víctor Balaguer, estrenada al Teatre Romea.[4]
- 1879, 1 d'abril. Cofis i Mofis, original de Josep Feliu i Codina, estrenada al Teatre Romea. (en el paper de Climent).[4]
- 1879, 28 octubre. De mort a vida, original de Joaquim Riera i Bertran. Estrenada al teatre Romea de Barcelona. (en el paper de D. Gaspar.)[4]
- 1879, 25 de novembre. Clarís, original de Conrad Roure, estrenada al Teatre Romea.[4]
- 1880, 23 de març. El forn del rei, original de Frederic Soler. Estrenada al Teatre Romea.[4]
- 1880, 10 d'octubre. La volva d'or, original de Josep Feliu i Codina. Estrenada al teatre Romea de Barcelona. (en el paper de Don Marc)[4]
- 1882, 21 de març. Almodis, original de Francesc Ubach i Vinyeta. Estrenada al teatre Romea de Barcelona.[4]
- 1883, 13 de novembre. Lo gra de mesch, original de Josep Feliu i Codina. Estrenada al teatre Romea de Barcelona.[4]